# 横山友香
横山 友香（よこやま ゆか、1988年5月18日- ）は、日本の女性声優、女優。東京都出身。テアトル・エコー所属。

## 略歴
新国立劇場演劇研修所（第6期生）を経て、2013年からテアトル・エコーに所属。

## 人物
音域は上は真ん中のドから2オクターブ上のドまで、下は真ん中のドから6度下のミまで。

## 出演

### 舞台
- 日生劇場版開場50周年記念公演 「オペラ フィディオ」(2013年）
- MDI企画 父帰る/空の赤きを見て（2014年）
- もとの黙阿弥 (2015年）
- 横濵ニューオペラ顔見せ興行（2016年）
- ゴッゴローリ伝説 (2017年）
- ユマクトプロデュース「リリオム」（2017年）
- こまつ座第125回公演「どうぶつ会議」（2019年）
- 帝国劇場「レ・ミゼラブル」宿屋の女房（2021年）
- 音楽劇「星の王子さま」星の王子さま役（2022年）

### 吹き替え

#### 映画
- アリス・イン・ワンダーランド/時間の旅（タイバ・ハイトップ〈シモーヌ・カービー〉）
- ウエスト・サイド・ストーリー（ジュビア〈ヤズミン・アレルス〉[2]）
- おとなの恋の測り方（コラリー〈ステファニー・パパニヤン〉）
- グリーン・インフェルノ（エイミー〈カービー・ブリス・ブラントン〉）
- スイートガール（アマンダ・クーパー〈アドリア・アルホナ〉）
- 聖杯たちの騎士（ケイティ〈フリーダ・ピント〉）
- セッション（ニコル〈メリッサ・ブノワ〉）
- T2 トレインスポッティング
- ドライブ・ハード（女子高生）
- トレイン・ミッション（ソフィア〈エラ＝レイ・スミス〉）
- プー あくまのくまさん（ジェシカ〈ナターシャ・ローズ・ミルズ〉）
- ルイの9番目の人生（ケイトリン〈リナ・ローセラー〉）
- レント（ジョアンヌ・ジェファーソン〈トレイシー・トムズ〉）
- ワンス・アポン・ア・スタジオ -100年の思い出-（インターン生〈レニカ・ウィリアムズ〉）
- ウーマン・トーキング私たちの選択（オーチャ〈ケイト・ハレット〉）
- The Rider（リリー〈リリー・ジャンドロー〉）

#### ドラマ
- アレクサ&ケイティ
- エレメンタリー7 ホームズ&ワトソン in NY ザ・ファイナル
- ハーレー&ダビッドソン（アンナ・ヤハトゥバー）
- フレークド（ロンドン）

#### アニメ
- スーパーウィングス（アストラ）
- ねこのガーフィールド[3]
- ボージャック・ホースマン（ダイアン）
- 魔法が解けて（モーラ）